# Reema Juffali
Reema Juffali, ook gespeld als Reema al Juffali of Reema Al Juffali (Arabisch: يما الجفالي, Jeddah, 18 januari 1992), is een Saoedi-Arabische autocoureur. Ze wordt officieel erkend als de eerste Saoedische vrouwelijke coureur en ook de eerste Saoedische vrouw met een vliegbrevet. Na enkele races in het buitenland werd ze in november 2019 de eerste vrouwelijke autocoureur die deelnam aan een internationale racewedstrijd in het Koninkrijk Saoedi-Arabië.
Juffali is geboren en opgeroeid in Jeddah. Zij was al vroeg geïnteresseerd in auto's en sport, haar interesse werd als ironisch beschouwd omdat vrouwen in het land geen auto mogen rijden. Ze ging naar de British International School of Jeddah en vertrok in 2010 naar de Northeastern University in Boston. In oktober 2010 haalde ze haar Amerikaanse rijbewijs. Ze behaalde ook haar vliegbrevet in september 2017. In diezelfde maand werd het rijverbod voor Saoedische vrouwen beëindigd.
Ze debuteerde als professionele autocoureur in oktober 2018. In april 2019 vertegenwoordigde Juffali haar land in het Brits Formule 4-kampioenschap op het circuit van Brands Hatch. Zij is de eerste Saoedische vrouw die een race rijdt in het ultraconservatieve koninkrijk. Op 22 november 2019 deed ze mee aan de eerste race van de Jaguar I-Pace eTrophy, een toerwagenkampioenschap voor elektrische auto's, in de stad Al-Diriyah.